# Agricoltura dell'Africa
L'agricoltura dell'Africa è il settore che impiega la maggioranza dei lavoratori africani (60%). Tre quinti degli agricoltori sono impegnati nell'agricoltura di sussistenza cioè in coltivazioni familiari, con produzioni limitate di poco superiori al bisogno del nucleo familiare.
Questo tipo di agricoltura si basa su tecniche desuete e poco efficaci, e non provvede un capitale per il reinvestimento.
Fattorie più estese, normalmente molto vaste, investono l'agricoltura di piantagione cioè di prodotti per l'esportazione – caffè, cotone, cacao, tè e gomma. La produzione di fiori è in ascesa. Raramente queste fattorie producono per il mercato interno. Negli anni scorsi si è assistito al paradosso di paesi in preda alla fame che contemporaneamente esportavano prodotti agricoli verso l'occidente. Va inoltre notata la quasi assenza di agricoltori di medie dimensioni. Vi è un salto cospicuo tra le aziende agricole familiari – normalmente sotto i due ettari d'estensione – e le fattorie commerciali, che spesso sono latifondiste.

## Storia dell'agricoltura africana

### Ruolo del Nilo

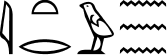
Il Nilo in scrittura geroglifica

Il Nilo giocò un ruolo cruciale nella fondazione della civiltà egiziana. Il Nilo fu (e lo è tuttora) un'incessante fonte di sostentamento per le popolazioni lungo le sue sponde. Il Nilo rendeva il terreno circostante estremamente fertile dopo le annuali inondazioni. Gli egiziani furono pertanto in grado di coltivare grano e altre colture, ricavandone cibo per supportare le esigenze alimentari della popolazione. Inoltre l'introduzione ad opera dei Persiani dei bufali nel VII secolo a.C. che ricercavano ambienti umidi e con presenza di acqua, in aggiunta ai dromedari, rappresentò un'eccellente fonte di carne. I bufali vennero inoltre addomesticati e utilizzati per l'aratura, mentre i dromedari come animali da soma. L'acqua fu pertanto di vitale importanza sia per le persone, che per il bestiame. Il Nilo permise inoltre un efficiente sistema di trasporto.

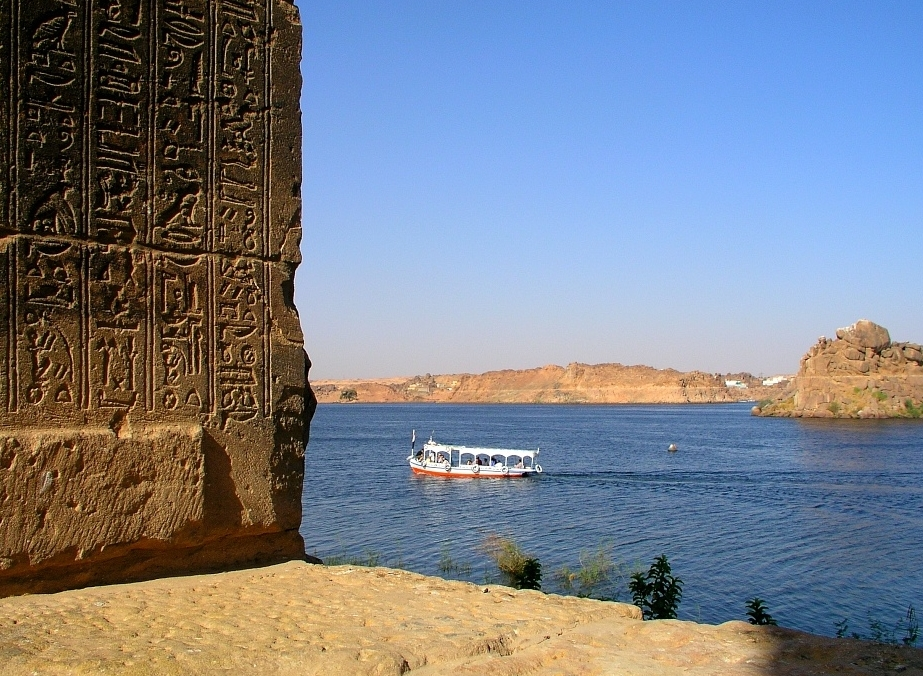
Il Nilo ad Agilkia (Tempi attuali)

La società egiziana fu una delle più stabili nella sua storia. Questa stabilità fu una conseguenza diretta della fertilità del Nilo. Il Nilo forniva il prezioso limo in seguito alle sue inondazioni. Il grano fu una produzione cruciale nelle colture del Medio Oriente, dove la fame fu molto comune. La produzione agricola divenne strumento nei rapporti diplomatici tra Egitto e gli altri paesi, e spesso contribuì alla stabilità economica. Inoltre il Nilo, fornendo le risorse alimentari e finanziarie, contribuiva ad una rapida ed efficiente crescita di un esercito atto sia nel ruolo difensivo che di offesa.
Il Nilo svolse un ruolo importante nella vita politica, sociale e spirituale. Il Nilo fu così significativo per la vita degli egiziani che essi crearono un dio dedicato al controllo delle inondazioni annuali. Il nome del dio fu Hapi, e sia lui che il faraone sono ritenuti controllare le inondazioni del fiume Nilo. Inoltre, il Nilo veniva considerato come una via tra la vita, la morte e l'oltretomba. L'Est era visto come un luogo di nascita e crescita, l'ovest come il luogo della morte, così come il dio Ra, il dio del sole, che nasceva, moriva, e risorgeva ogni volta che attraversava il cielo. Tutte le tombe vennero situate pertanto ad ovest del Nilo, perché gli Egiziani credevano che, al fine di entrare nell'oltretomba, bisognasse essere sepolti sul lato che simboleggiava la morte.
Lo storico greco Erodoto scrisse che 'l'Egitto fu il dono del Nilo', e in un certo senso può essere vero. Senza le acque del fiume Nilo per l'irrigazione la civiltà egiziana sarebbe stata probabilmente di breve durata. Il fiume fornì gli elementi per rendere vigorosa una civiltà, e ha contribuito molto alla sua durata che si snodò per 3.000 anni.

#### Le attività agricole

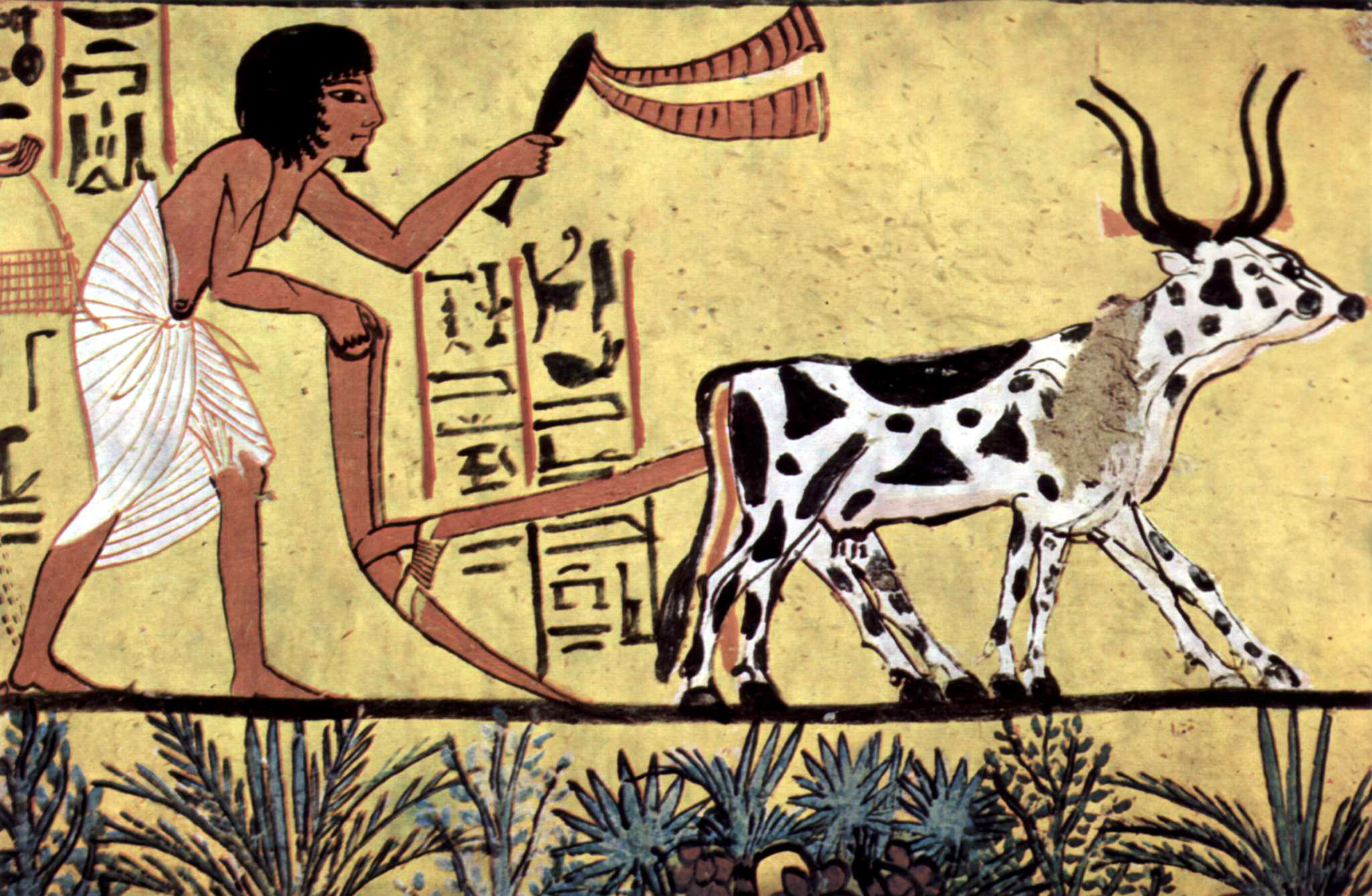
Scena di aratura nell'antico Egitto

Il contadino egizio dedicava gran parte della giornata a curare i campi e a difenderli dalla siccità e dalle calamità. Arava e seminava il terreno in autunno, quando non era ancora impregnato d'acqua, in modo da poter utilizzare al meglio i primitivi strumenti di cui disponeva. Il successivo compito era quello di curare l'irrigazione dei vari appezzamenti, dal momento che l'abbondanza del raccolto dipendeva dall'acqua che vi arrivava; doveva quindi sorvegliare che le dighe e i canali portassero regolarmente acqua ai campi. Nei luoghi dove non era possibile far arrivare l'acqua con i canali, utilizzava altri sistemi di trasporto o stoccaggio come le cisterne.
Le coltivazioni più importanti erano quelle del lino e dei cereali, dalle quali si ricavavano due raccolti: il principale avveniva alla fine dell'inverno e l'altro, meno abbondante, in estate. Una volta cresciute le spighe, era necessario mieterle. Il lavoro del contadino era controllato dagli scribi, che curavano di riscuotere le tasse a seconda del rendimento ottenuto e di punire chi non rispettava le prescrizioni. Il grano era custodito in silos e nei magazzini i quali dipendevano, per la maggior parte, dallo Stato e dai templi. I granai dovevano essere pieni per far fronte ai periodi di cattivo raccolto e per approvvigionare l'esercito e i funzionari.

#### L'allevamento

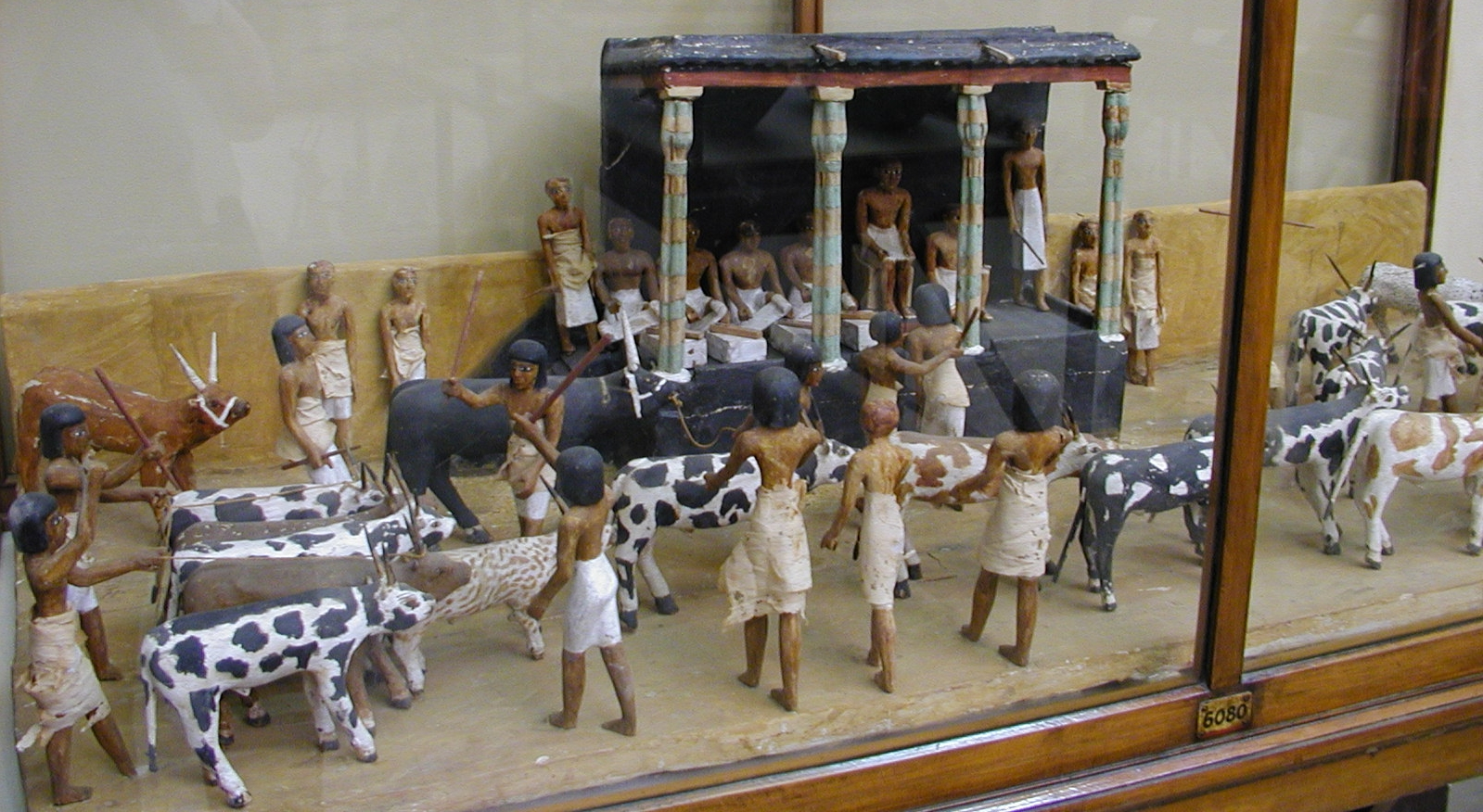
Scena di allevamento bovino, Museo del Cairo

L'allevamento del bestiame rivestiva una notevole importanza. Sin dai tempi del neolitico veniva praticato nel territorio, come testimoniano le varie decorazioni delle tombe dell'Antico Regno, che ne mostrano alcune scene. 

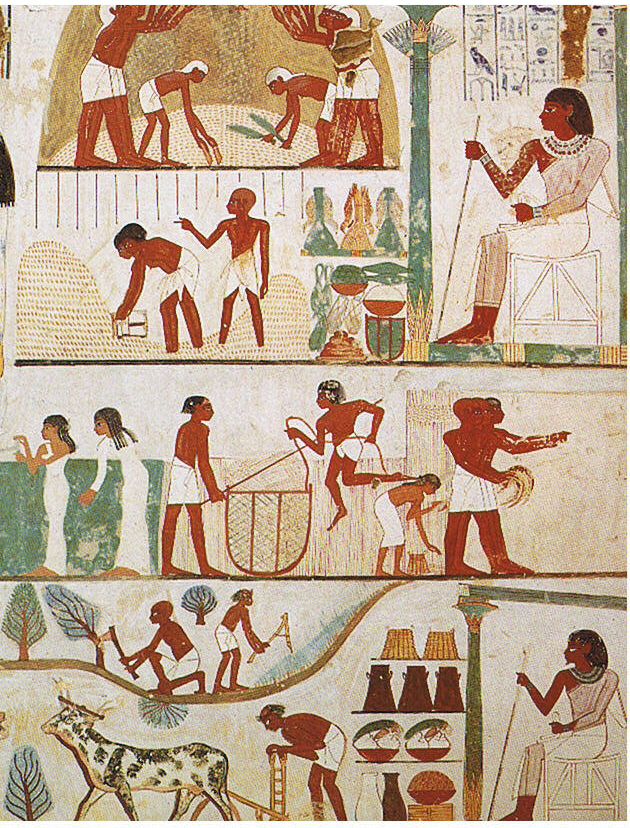
Scene di agricoltura nell'antico Egitto

Venivano allevati soprattutto bovini, sia caratteristici della zona come il bue che altri. Si allevavano anche asini, capre, pecore, diversi tipi di uccelli e maiali, in seguito i cavalli, i dromedari e i gallinacei.

## L'agricoltura punica
Le conoscenze agronomiche dei cartaginesi sono pervenute tramite Magone il Cartaginese che fu autore di un trattato di agronomia in 28 volumi e in lingua fenicia che avrebbe costituito, per tutto il periodo classico, una delle fonti più significative sull'argomento. Il testo originale è andato perduto, ma sono sopravvissuti alcuni frammenti delle traduzioni in greco e latino.

## Roma antica: L'approvvigionamento in Africa del grano
Una megalopoli come Roma antica non riuscì mai ad essere alimentata dalla propria campagna anche perché in buona parte non destinata a produrre generi di prima necessità, ma frutta e verdura, quando non era occupata dalle ville e dai giardini dell'aristocrazia. Il grano presentava rispetto agli altri alimenti diversi vantaggi. Era più facilmente conservabile ed era trasportabile, perché occupava, a parità di potere nutritivo, poco spazio. Aveva anche un areale molto vasto, con la possibilità quindi di creare le condizioni geopolitiche per l'accumulazione di eccedenze alimentari.
La città dipese per il rifornimenti inizialmente di cereali da altre zone d'Italia, specialmente la Campania, ma successivamente da altre aree dell'impero come le province della Sicilia, dell'Africa (attuale Tunisia) ma poi soprattutto dall'Egitto, con il suo grande porto d'imbarco di Alessandria e un complesso sistema logistico e di immagazzinamento detto annona.
Queste regioni avevano la possibilità di assicurare i quantitativi di grano necessari alla popolazione della Capitale (secondo alcune fonti 60 milioni di moggi) ed è per ciò che le vie di comunicazione con il porto di Ostia e la libera navigazione dalle zone che presentavano eccedenza di produzione di grano ebbero grande importanza strategica.
Chiunque si trovò in posizione di controllo rispetto al rifornimento del grano ebbe un ruolo essenziale per la città di Roma. Nell'anno dei quattro imperatori Vespasiano, che controllava l'Egitto ed i suoi rifornimenti granari, riuscì anche per questo a prevalere sugli altri contendenti.